# Občina Kanal ob Soči
Občina Kanal ob Soči (slovinsky Občina Kanal ob Soči německy Gemeinde Kanalburg) je jednou z 212 slovinských občin. Nachází se v Gorickém regionu (slovinsky Goriška regija). Správním centrem je Kanal ob Soči.

## Sídla
- Ajba
- Anhovo
- Avče
- Bodrež
- Deskle
- Doblar
- Goljevica
- Gorenja vas
- Kal nad Kanalom
- Kambreško
- Kanal
- Kanalski Vrh
- Levpa
- Lig
- Morsko
- Plave
- Ročinj
- Seniški Breg
- Ukanje
- Zapotok